# Глєбов Володимир Олексійович
Володи́мир Олексі́йович Глє́бов (рос. Владимир Алексеевич Глебов; 10 листопада 1946, Перечин, УРСР, СРСР) — український митець-коваль, російськомовний поет, член НСПУ та Спілки письменників Росії, чоловік письменниці Ірини Глєбової (Полякової).

## Біографія
Народився в закарпатському містечку Перечині у сім'ї військовослужбовця Радянської Армії. Дитинство провів у Росії: спершу зростав у Архангельській області на берегах Онеги, потім жив і навчався в містечку Єфремові Тульської області, яке стало останнім місцем служби його батька.
Закінчив художньо-графічний факультет Орловського педагогічного інституту у 1972 році. Був учителем, викладав у професійно-технічному училищі у 1966-67 рр. і у школі в 1972-73 рр.
З 1973 року мешкав у Харкові. З 1973 по 1989 рік працював художником-конструктором. З 1987 року займався художнім куванням у власній майстерні «Лєвша». Вироби майстерні можна знайти в оздобі будівель Харкова, Києва, Москви, а також однієї з церков Бейруту. Майстерня, заснована Глєбовим, виконувала замовлення для багатьох відомих людей, зокрема для братів-політиків Петра та Віктора Ющенків.
З 1989 по 1995 рік Володимир Глєбов був заступником генерального директора МП «Славяне». З 1995 року — художник-коваль у ТОВ «Апрель».
Після початку Повномасштабного вторгнення Росії разом із дружиною полишив Харків і перебрався до Єфремова, РФ. Овдовів у 2025 році.

## Поетичний доробок
Починав поетичну творчість Володимир Глєбов на заводській літературній студії ХТЗ під кураторством Григорія Гельфандбейна.
Друкувався у журналах «Радуга», «Донбас», «Истоки», «Прапор». Є автором кількох збірок віршів:
- «Звичайне коло» (рос. «Обыкновенный круг», 1990),
- «На мені природа відпочиває» (рос. «На мне природа отдыхает»),
- «Ліствиця Марії» (рос. «Лествица Марии», 2000),
- «Забутий в капусті» (рос. «Забытый в капусте»).

Лауреат турніру іронічної поезії конкурсу «Пушкінська осінь в Одесі» (здобув друге місце), член Національної спілки письменників України з 2009 року.